# مایکل پولیوکا
مایکل پولیوکا (انگلیسی: Michael Polywka; ۶ ژانویهٔ ۱۹۴۴ – ۱۲ ژانویهٔ ۲۰۰۹) بازیکن فوتبال اهل آلمان بود.
از باشگاه‌هایی که در آن بازی کرده‌است می‌توان به باشگاه فوتبال آدمیرا واکر مودلینگ، باشگاه فوتبال آینتراخت برانشوایگ، باشگاه فوتبال کارل زایس ینا، و باشگاه فوتبال هانوفر ۹۶ اشاره کرد.
وی همچنین در تیم‌های ملی فوتبال زیر ۲۱ سال آلمان شرقی بازی کرده‌است.